# اسیر باراهونا
اسیر باراهونا (انگلیسی: Asier Barahona؛ زادهٔ ۱۸ نوامبر ۱۹۹۲) بازیکن فوتبال اهل اسپانیا است.
از باشگاه‌هایی که در آن بازی کرده‌است می‌توان به باشگاه فوتبال دپورتیوو آلاوس و باشگاه فوتبال میراندس اشاره کرد.